# Heinz Stuy
Pour l’article homonyme, voir Croquette (homonymie).
Heinz Stuy, né le 6 février 1945 à Wanne-Eickel (Allemagne), est un footballeur néerlandais. Il fait partie du Club van 100.

## Club
- 1967-1976 : Ajax Amsterdam

## Biographie
Arrivé de Telstar, il rejoint l'Ajax Amsterdam en tant que deuxième gardien
de but derrière Gert Bals qui était le numéro un, lors de la finale de ligue des champions perdue contre l'AC Milan.
Le surnom de « Heinz croquette » provient d'une plaisanterie de supporters. Cette plaisanterie avait été inspirée par le fait que souvent il lâchait « comme si cela avait été une croquette brûlante » une balle haute attrapée en l'air et qu'après il l'a prenait en la coinçant. Un exemple spectaculaire s'est présenté dans la finale de la Coupe d'Europe 1971 à Wembley contre le club grec du Panathinaikos.
Il jouait comme un deuxième libero et fut l'unique gardien de but à ne pas encaisser de but en trois finales de coupe d'Europe.
Stuy et l'Ajax avaient le record du plus de minutes passées sans prendre de but. Ils ont perdu le record absolu en décembre 2004 à la faveur du PSV, que celui-ci a cependant obtenu avec deux gardiens différents.
Le chat personnage de bande dessinée Heinz a été nommé d'après lui.

## Palmarès
- Vainqueur de la Coupe intercontinentale en 1972.
- Vainqueur de la Supercoupe de l'UEFA en 1972 et 1973.
- Vainqueur de la Coupe des Clubs champions de l'UEFA en 1971, 1972 et 1973.
- Champion des Pays-Bas en 1970, 1972 et 1973.
- Vainqueur de la Coupe des Pays-Bas en 1970, 1971 et 1972.